# 龍藏
龍藏 Ryuzo（りゅうぞう）は、日本のギタリスト。
主にアコースティックギターを使用。
ソロギタリストして東京を拠点とし、全国ツアー等のライブ活動やYouTubeを中心に活躍中。

## プロフィール
福岡県出身。現在もウエイトリフティングの日本記録保持者というトップ・アスリートから転向した異色のギタリスト。
競技から引退後、本格的に音楽に取り組むため上京。音楽学校に入学、特待生に選ばれる。卒業後サポート・ミュージシャンとして演奏活動を行いながら、オリジナル・アレンジのカヴァー曲の演奏動画をYouTubeに配信しながらツアー活動などを行っている。

## ギタリストからの歩み
- 2015年4月2日 YouTubeに初配信[4]
- 2016年4月9日 「Morris FINGER PICKINGDAY」優秀賞（準グランプリ）を受賞
- 2018年11月18日 ファースト・アルバム「Acoustic Solo J-Song Best～Prologue～」リリース[5]
- 2020年3月10日 リットーミュージックから「龍藏Ryuzoソロ・ギター邦楽ベスト・セレクション」発売。初の全国流通作品[6]
- 2020年3月30日報道ステーションの新テーマ曲「ＢＲＡＶＥ」作曲（こーじゅん）にギターで参加[7]
- 2020年12月22日 Switch CUSTOM GUITARS よりシグネチャー・モデル「OM Ryuzo」発売[8]
- 2023年10月7日 Solo Guitar Competition 2023 に審査員として参加　コンクール後にライブ演奏[9]
- 2024年9月21日 Solo Guitar Competition 2024 に審査員として参加　コンクール後にライブ演奏[10]

## ディスコグラフィ

### TAB譜集
- Acoustic Solo　J-Song Best-Prologue-（2019年6月9日、Rolling Ahead,lnc） JASRAC 出 1905277-901 [11]
- Acoustic Wind～GHIBLI Story～（2019年6月9日、Rolling Ahead,lnc）JASRAC 出 1905650-901 [12]
- Step Upfor Beginners（2019年10月12日、Rolling Ahead,lnc）JASRAC 出 1910742-901  [13]
- ソロ・ギター邦楽ベストセレクション（2020年4月1日、リットーミュージック）ISBN 978-4-8456-3475-0 [14]
- ソロ・ギター洋楽ベストセレクション（2022年6月20日、リットーミュージック）ISBN 978-4-8456-3767-6 [15]
- 5thアルバム全曲TAB譜集「Acoustic Solo J-Song Best 2 -Progress-」-（2022年10月16日、Rolling Ahead,lnc） JASRAC 出 9022520001Y37019 [16]
- Acoustic Guitar Solo～洋楽 Best of Best～（2023年10月25日、Rolling Ahead,lnc） JASRAC 出 2307025-301 [17]

## ライブ

### 単独ライブ
- お台場ヴィーナスフォート・サマーフェス2018（2018年8月13日）うるのんステージ
- 龍藏Ryuzo Work Shop Vol.2 “1st ワンマンライブ”（2018年11月18日）下北沢Com.cafe音倉
- Acoustic Solo J-Song Best -Prologue-　1st Album発売記念ライブ（2019年02月23日）ドルフィンギターズ恵比寿店
- サウンドメッセ大阪2019（2019年5月11日）ウェルカムステージ
- 龍藏Ryuzo 2nd Albumレコ発ツアー in 東京～大阪～名古屋(2019年6月9日～23日）
- 龍藏Ryuzo 秋冬Tour 2019 in 福岡～横浜～札幌～埼玉～名古屋～神戸～大阪～東京（2019年10月12日～12月22日）
- 2020 龍藏Ryuzo夏ツアー in 札幌～東京～名古屋～福岡～大阪～埼玉～横浜（2020年07月18日～12月5日）
- 龍藏Ryuzoシグネチャーモデルお披露目&祝!年男バースデー・ライブ（2021年2月28日）配信ライブ
- 龍藏Ryuzo 秋冬ツアー 2021 in 横浜～福岡～名古屋～大阪～埼玉～東京（2021年10月24日～12月26日）
- 龍藏Ryuzo ５thアルバムツアー 横浜～福岡～札幌～東京～愛知～大阪～埼玉（2022年10月16日～12月18日）
- 龍蔵Ryuzoソロギターで祝う２０２３年 祝 ワンコインコンサート（2023年01月14日）千葉市民会館小ホール
- 龍藏Ryuzo ６thアルバム・レコ発ツアー 福岡～札幌～神戸～大阪～名古屋～東京（2023年10月28日～12月23日）
- 千葉市 ワンコイン ソロギタリスト龍蔵Ryuzoライブ（2024年06月16日）イオン稲毛店文化ホール
- 龍藏Ryuzo 2024秋ツアー 福岡～名古屋～札幌～神戸～大阪～東京～大阪～東京（2024年09月28日～12月14日）
- 龍蔵RyuzoアコースティックギターLIVE（2025年03月08日）八女市民会館はちひめホール

## レコーディング参加
- 『報道ステーションテーマ曲』(2020年3月30日)「BRAVE]作曲（こーじゅん）ギターで参加[7]